# André Odermatt

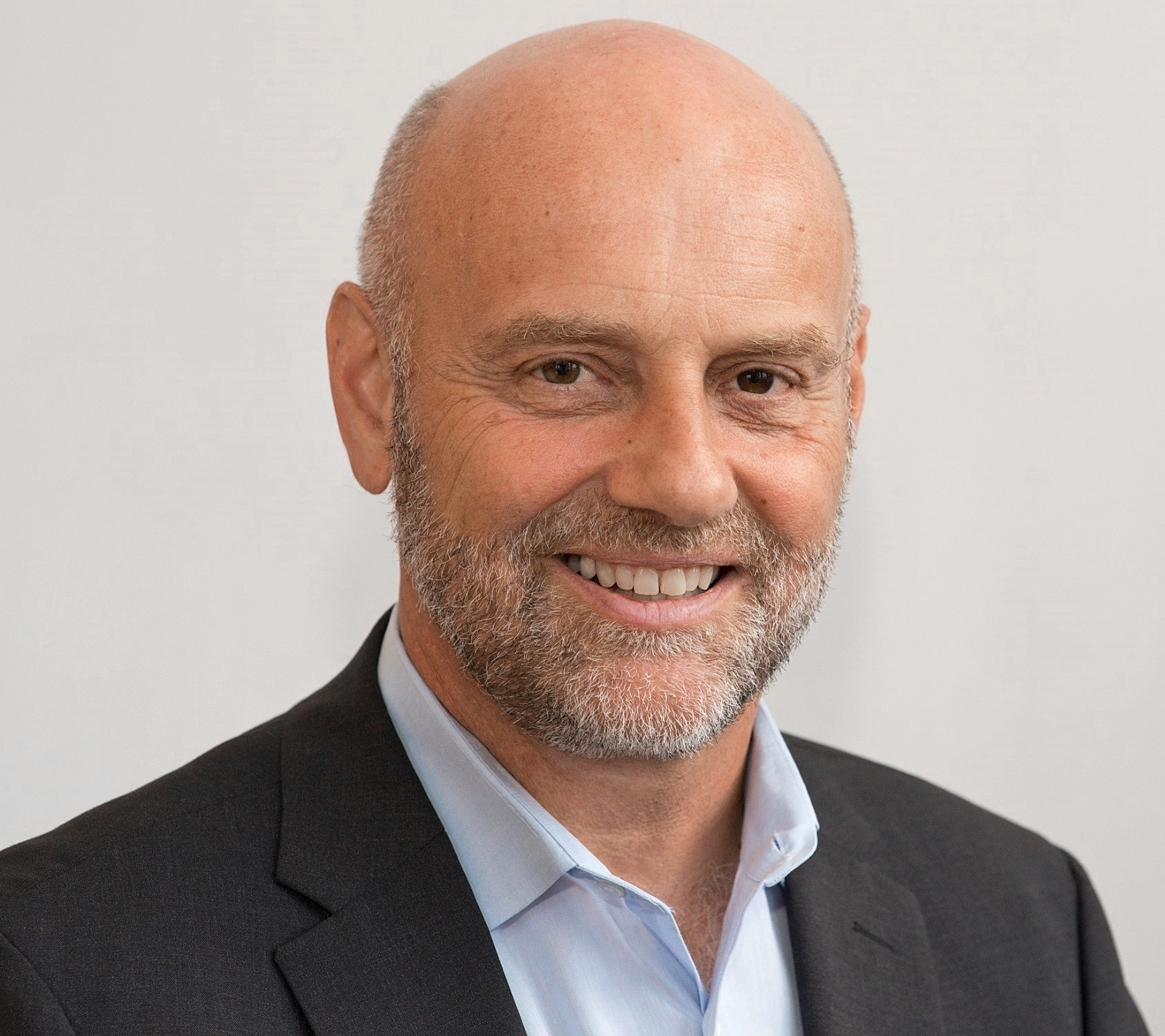
André Odermatt

André Odermatt (* 1960) ist ein Schweizer Politiker (SP). Seit 2010 ist er Mitglied des Zürcher Stadtrats und Vorsteher des Hochbaudepartements.

## Biografie
André Odermatt studierte Geographie an der Universität Zürich und erlangte 1994 das Diplom für das Höhere Lehramt. 1996 promovierte er zum Doktor der Philosophie. Seine Dissertation thematisiert die Eigentümerstrukturen des schweizerischen Wohnungsmarktes. Daneben war er in der Abteilung für Wirtschaftsgeographie der Universität Zürich als Assistent tätig. 1995 bis 1997 war er Projektmitarbeiter an der Universität Zürich, von 1997 bis 1998 Lehrbeauftragter an der Kantonsschule Zug. Danach arbeitete Odermatt als Oberassistent und Projektleiter wiederum in der Abteilung für Wirtschaftsgeographie der Universität Zürich und lehrte an der Kantonalen Maturitätsschule für Erwachsene. Während dieser Zeit baute er den Forschungsschwerpunkt «Stadtgeographie» und «Geographie des Wohnens» auf. Von 2004 bis 2010 war er als wissenschaftlicher Mitarbeiter für die fachwissenschaftliche Ausbildung von Sekundarlehrkräften der Stufe I zuständig. Vor seiner Wahl in den Stadtrat leitete Odermatt zudem ad Interim den Lehrstuhl für Wirtschaftsgeographie.

## Politische Tätigkeit
Von 1995 bis 2010 war André Odermatt Mitglied des Gemeinderates der Stadt Zürich. In dieser Zeit besetzte er 1999 und 2000 das Amt des Ratspräsidenten. Zudem war Odermatt von 2004 bis 2006 Präsident einer Spezialkommission und von 2006 bis 2010 Mitglied der gemeinderätlichen Geschäftsprüfungskommission. In der Ratsfraktion seiner Partei hatte er von 2004 bis 2010 das Amt des Vizepräsidenten inne. Seit 2010 ist Odermatt Mitglied des Stadtrates und Vorsteher des Hochbaudepartements. Bei den Wahlen 2026 tritt er nicht mehr an.

## Vorstand des Hochbaudepartements

### Schwerpunkte
Seine politischen Schwerpunkte setzt Odermatt in der qualitativen Entwicklung der wachsenden Stadt. Stadtplanung und Architektur sind für Odermatt ein wichtiges Kulturgut. Insbesondere beschleunigt er den Bau von Schulhäusern. Pionierhaft sind die städtischen Bauten im Rahmen der 2000-Watt-Gesellschaft.

### Plan- und Regelwerke
Odermatt trieb in seiner bisherigen Amtszeit die Entwicklung von Planungsgrundlagen voran, um das erwartete Bevölkerungswachstum der Stadt Zürich von 80'000 zusätzlichen Bewohnern bis ins Jahr 2030 zu bewältigen. Mit dem Kommunalen Richtplan und der Revision der Bau- und Zonenordnung 2016 hat er zwei wichtige Pfeiler für die Entwicklung der Stadt politisch und rechtlich verankert.

### Baubewilligungsverfahren
Odermatt setzt sich im Rahmen des Projekts «Verbesserung des Baubewilligungsverfahrens der Stadt Zürich (VBBV)» dafür ein, das Baubewilligungsverfahren benutzerfreundlicher zu gestalten. Teil dieses Projekts ist auch die Inbetriebnahme der Anlaufstelle in Bausachen «Helpline»: Ein Angebot für Bauherrschaften, die Beanstandungen und Anliegen hinsichtlich ihres Bauentscheids haben. Für Albert Leiser, FDP-Präsident und Direktor des Zürcher Hauseigentümerverbands, stellt dieses "rote Telefon" Odermatts grösster Wurf dar. Es sorge dafür, dass sich die Chefs der jeweiligen Fachstellen zusammensetzen, um
eine Lösung zu finden.

### Projekt Kostenklarheit
Odermatt hat gleich nach seinem Amtsantritt als Mitglied der Stadtregierung 2010 das Projekt «Kostenklarheit» gestartet. Mittels Studien hat das Hochbaudepartement die Planungs- und Baukosten von Wohn-, Schul- und Gesundheitsbauten untersuchen lassen.